# Венцюлис, Леонард Станиславович
Леонард Станиславович Венцюлис — учёный в области энергетических установок, основатель и руководитель научной школы энергосбережения и экологической безопасности, педагог, доктор технических наук, профессор, Заслуженный деятель науки и техники РСФСР, Заслуженный работник высшей школы, контр-адмирал.

## Биография
Венцюлис Леонард Станиславович родился 18 мая 1930 года в г. Ленинграде.
В годы Великой Отечественной войны во время блокады был связным при штабе МПВО Ленинского района.
В 1955 году окончил Высшее военно-морское инженерное училище имени Ф. Э. Дзержинского.
В 1955—1961 годы служил на кораблях Балтийского, Северного и Тихоокеанского флотов. Участвовал в пяти длительных походах советских кораблей, в том числе, летом 1961 года, в переходе кораблей Северного флота Северным морским путём на Камчатку в составе Экспедиции особого назначения (ЭОН-71).
В 1964 году окончил Военно-морскую академию.
В 1964—1967 годах работал в 1 ЦНИИ ВМФ в области проектирования и создания корабельных газотурбинных установок для водоизмещающих кораблей и кораблей с динамическими принципами поддержания, принимал участие в их испытании и передаче флоту. Один из создателей теоретических основ и практического внедрения на кораблях флота высокотемпературных газотурбинных двигателей.
С 1967 года преподаватель Военно-Морской академии.
В 1979 году защитил диссертацию на соискание степени доктор технических наук.
С 1981 по 1992 годы — начальник кафедры паровых и газовых турбин Военно-морской академии. В 1983 году присвоено учёное звание профессор и воинское звание контр-адмирал. Им были разработаны две фундаментальные дисциплины в Военно-морской академии: «Корабельные газотурбинные установки» и «Прочность и надёжность элементов КТЭУ и ГТЭУ».
Основатель и руководитель научной школы «Научные основы энергоресурсосбережения, экологической безопасности энергетики и повышения эффективности эксплуатации газотурбинных и котлотурбинных энергетических установок».
В 1988 году Венцюлису Л. С. было присвоено звание — Заслуженный деятель науки и техники РСФСР.
За активную научно-исследовательскую работу был трижды удостоен дипломами НТО судостроительной промышленности.
В 1992 году уволен из Вооружённых сил в запас.
С 1992 года — главный научный сотрудник Научно-исследовательского центра экологической безопасности Российской академии наук.
В 1998 году присвоено звание — Заслуженный работник высшей школы Российской Федерации.
Венцюлис Л. С. является действительным членом Академии транспорта РФ, Международной академии наук, экологии, безопасности человека и природы, Петровской академии наук.
Под руководством Венцюлиса Л. С. и им лично в Российской академии наук выполнен ряд фундаментальных научных исследований в области энергосбережения, экологической безопасности энергетики и обращению со всеми видами отходов на региональном, республиканском и международном уровне.
Венцюлис Л. С. является автором 330 научных трудов, в том числе 5 монографий, 4 учебников, 18 учебных пособий и 21 патента на изобретения.
Под руководством Венцюлиса Л. С. были подготовлены 21 кандидат и два доктора наук.
В настоящее время Венцюлис является преподавателем и постоянным председателем Государственной Аттестационной комиссии кафедры «Инженерная защита окружающей среды» Санкт-Петербургского государственного морского технического университета, преподавателем кафедры судовых энергетических установок, технических средств и технологий (СЭУ, ТС и Т) в Государственном университете морского и речного флота имени адмирала С. О. Макарова.

## Награды
- Орден «За службу Родине в Вооруженных Силах СССР» 3-й степени
- Орден святого праведного Иоанна Кронштадтского за заслуги в области возрождения России (МАНЭБ)
- 18 медалей.